# Ministerio de Trabajo (España)
El Ministerio de Trabajo y Economía Social (MITES) de España es el departamento de la Administración General del Estado que asume la propuesta y ejecución de la política del Gobierno de la Nación en materia de trabajo y relaciones laborales, de empleo, de trabajo autónomo, de economía social y de responsabilidad social de las empresas.
El Departamento fue creado en 1920 a iniciativa del entonces presidente del Consejo de Ministros, Eduardo Dato, y ha existido desde entonces. Además de las competencias laborales, también ha tenido, durante la mayor parte de su historia, competencias sobre seguridad y protección social, política migratoria y, ocasionalmente, sobre sanidad, comercio, industria y justicia.
Tiene su sede central desde la década de 1960 en el complejo de Nuevos Ministerios, así como sedes adicionales para ciertos órganos directivos y organismos autónomos repartidas por la ciudad de Madrid. También, tiene delegaciones territoriales por todo el país.

## Historia

### Antecedentes
La idea de crear un departamento ministerial dedicado a las cuestiones de ámbito laboral se gestó durante el reinado de Alfonso XIII. Este periodo estuvo influenciado por la filosofía krausista que, durante toda la Restauración (1874-1931), contribuyó a las políticas sociales. En el caso concreto de España, fue el Institución Libre de Enseñanza creado en 1876 el que, influenciado por esas ideas, empezó a debatir sobre la «cuestión social» y propuso la creación de diversos organismos orientados a tratar los problemas de los trabajadores y las condiciones de trabajo.
Así, a finales del siglo xix se creó la Comisión de Reformas Sociales (1883), que posteriormente derivaría en el Instituto de Reformas Sociales (1903), y del impulso de este último surgieron a su vez otros organismos como la Inspección de Trabajo (1906) y el Instituto Nacional de Previsión (1908). En paralelo, la legislación española de principios del siglo xx empezó a profundizar en estos ámbitos, con leyes como la Ley de Accidentes de Trabajo de 30 de enero de 1900 (primera ley que prevé los riesgos laborales y que consideraba responsable de éstos al empresario), la Ley sobre Trabajo de Mujeres y Niños de 13 de marzo de 1900, la Ley de Descanso Dominical de 3 de marzo de 1904, o la ley del derecho a huelga de 1909, entre otras. Asimismo, el impulso social con protestas como la Huelga de La Canadiense forzó a aprobar medidas como la jornada de ocho horas en 1919.

### El Ministerio

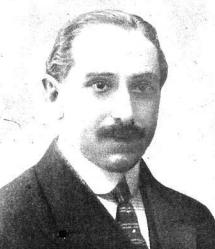
Carlos Cañal y Migolla, primer ministro de Trabajo (1920-1921).

Siendo presidente del Consejo de Ministros Eduardo Dato, el 8 de mayo de 1920 se crea el Ministerio del Trabajo. No era una idea exactamente nueva ya que, con anterioridad, el rey Alfonso XIII había manifestado en su discurso de apertura de las Cortes de 1914 la intención de su Gobierno de crear este departamento, pero el estallido de la Primera Guerra Mundial alteró las prioridades del ejecutivo.
Retomando sus antiguos planes, en su tercer gobierno Dato impulsó la fundación de un nuevo departamento, Trabajo, que aglutinó todos aquellos órganos y organismos relacionados con la «cuestión social» ya mencionados anteriormente, así como competencias del recién desaparecido Ministerio de Abastecimientos (1918-1920). Se integraron también en este nuevo ministerio el Negociado de Trabajo de la Dirección General de Comercio, Industria y Trabajo del Ministerio de Fomento, el Consejo de Emigración y el Patronato de Ingenieros y Obreros Pensionados para el Extranjero. También se le atribuyeron las funciones de la Inspección de Trabajo que tenía el Ministerio de la Gobernación. Todo esto trajo consigo la pérdida de competencias del Instituto de Reformas Sociales, que desaparecería en mayo de 1924.
A partir de 1922 pasó a llamarse «Ministerio de Trabajo, Comercio e Industria» al asumir estas últimas competencias de los ministerios de Fomento y de Instrucción Pública y Bellas Artes. Estas competencias las perdió en 1928, al crearse el Ministerio de Economía Nacional (hoy Ministerio de Industria).
En una época de mucha conflictividad, en 1923 el general Miguel Primo de Rivera establece una dictadura que durará hasta 1930. Al principio, suprimió el ministerio, que pasó a ser una Consejería de Trabajo, y el Instituto de Reformas Sociales. Unos meses después, recuperó los ministerios y el nuevo ministro de Trabajo, Eduardo Aunós Pérez, a semejanza de las instituciones fascistas italianas, impulsó un Código de Trabajo (1926), la Organización Corporativa Nacional (1926) o la Ley de Trabajo a domicilio (1927). Por otra parte, se impulsó la formación profesional para acabar con lo que Primo de Rivera describió como «analfabetismo técnico», creando el Estatuto de Enseñanza Industrial y una Escuela Social para este asunto.

#### Segunda República
El segundo periodo republicano español enfatizó su carácter social estableciendo una «república democrática de trabajadores de toda clase, que se organiza en régimen de Libertad y de Justicia» y se caracterizó por una importante inestabilidad gubernamental, que quedó bien reflejada en el Ministerio de Trabajo. Durante los ocho años de república, el departamento cambió de denominación en otras tantas ocasiones, siendo fusionado con Justicia y Sanidad en varias oportunidades.
A pesar de ello, la constitucionalización de los derechos laborales suponen una etapa de gran protección, sobre todo cuando se constituyó el Tribunal de Garantías Constitucionales. De esta forma, se establecieron derechos como el de libre elección de profesión, a la inmigración, un reconocimiento de libre asociación y sindicación, se reconoce en la Constitución la defensa en el ámbito laboral de los derechos de niños y mujeres, así como se reconoce el derecho a la propiedad privada de los medios de producción pero, éstos, limitados al interés general (pudiendo ser socializados o expropiados).

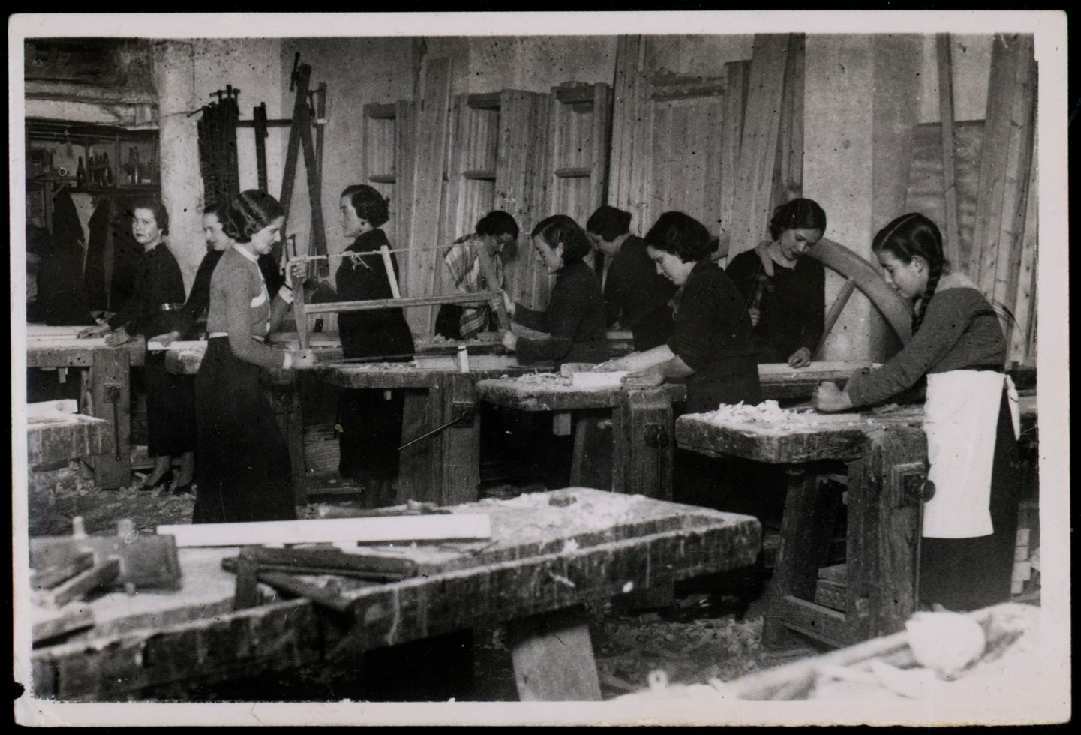
Mujeres aprendiendo el oficio de carpintero durante la II República.

Siendo ministro Francisco Largo Caballero, se realizó una importante labor legislativa a base de decretos, que en su mayoría fueron ratificados por las Cortes republicanas posteriormente. En este sentido, se aprobaron decretos como el de Asociaciones Obreras, de arrendamientos rústicos, de laboreo forzoso, de arrendamientos colectivos, y de implantación del seguro de accidentes de trabajo al medio rural, entre otros. Con rango legal, destaca la aprobación de la Ley de Contrato del Trabajo de 1931 —que reguló en profundidad todos los aspectos laborales y estableció un sistema de prelación de fuentes similar al actual: ley, bases de trabajo, pactos colectivos o convenios y reglamentos— o la activa colaboración que el departamento tuvo en el diseño de la Ley de Reforma Agraria de España de 1932 de Marcelino Domingo que, entre otros objetivos, pretendía mejorar las condiciones de los trabajadores del campo.
Tras la salida de Largo Caballero de la cartera, la inestabilidad se disparó y el ministerio entró en una época «rectificadora», que revirtió parte de la política laboral de Largo Caballero y redujo el poder de los obreros en los jurados mixtos (que vigilaban los contratos obreros). Por otra parte, con la llegada de Federico Salmón al departamento en 1935 se centró en el problema del paro, con la aprobación de la  Ley de la Previsión contra el Paro de 26 de junio de 1935, conocida como Ley Salmón, que perseguía luchar contra el paro obrero mediante la construcción de viviendas, garantizando ventajas fiscales a los empresarios de la construcción, y promovió y reguló la construcción de escuelas rurales para la escolarización de los hijos de campesinos. El equipo de Salmón redactó 18 proyectos de ley en poco más de siete meses en donde cabe destacarse también la reforma de los jurados mixtos, la creación del Patronato Nacional de Socorro a los parados involuntarios, y la nueva dignidad que otorgó a los inspectores de Trabajo.
Durante la guerra civil, los asuntos laborales se dividen en dos, desarrollados paralelamente en cada bando del conflicto. En el bando republicano se mantiene el Ministerio de Trabajo, Sanidad y Previsión Social, mientras que en el bando sublevado, tras la Consejería de Trabajo, se constituyó el Ministerio de Organización y Acción Sindical, que tras la guerra volvería a denominarse «de Trabajo».

#### Dictadura de Francisco Franco

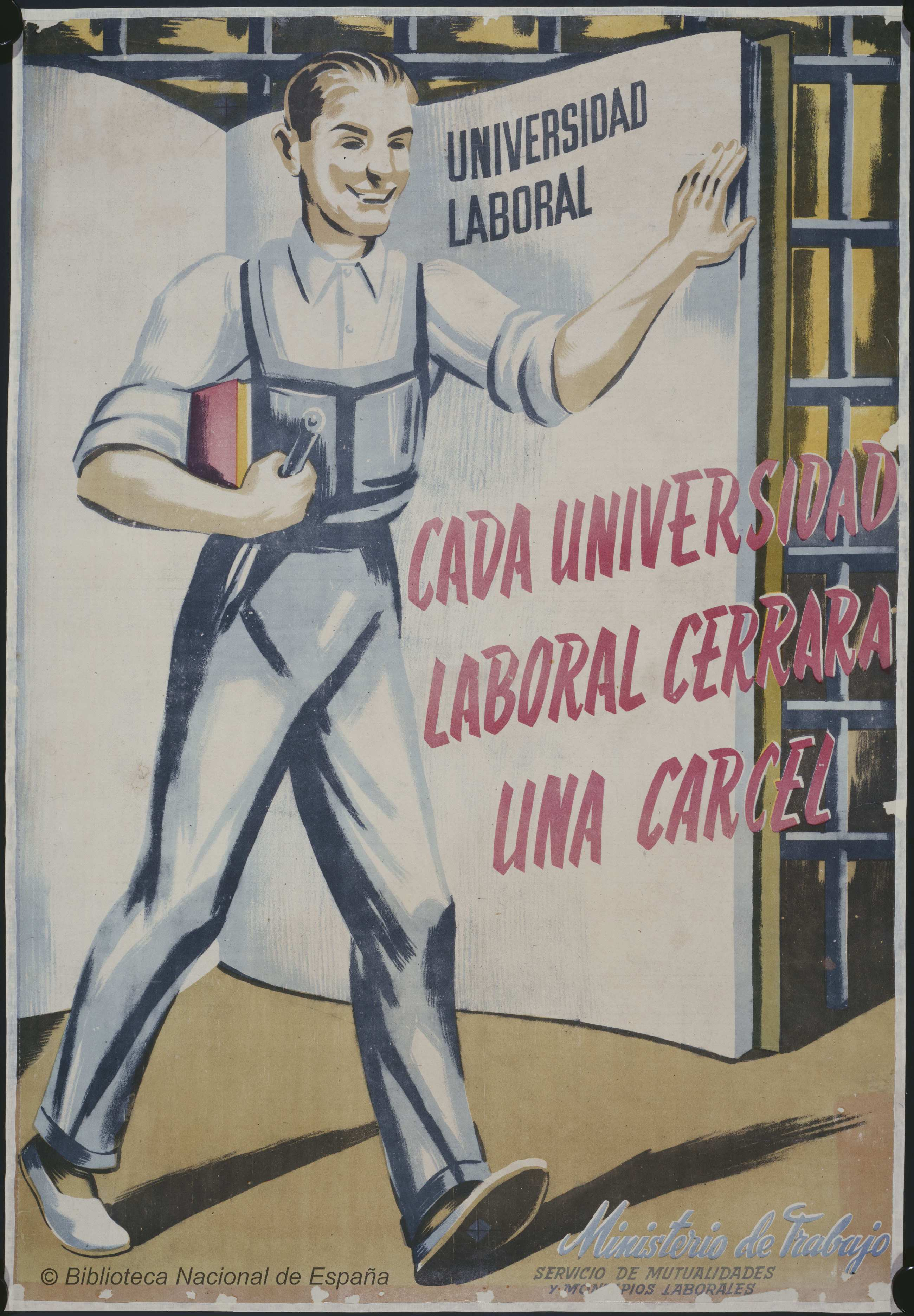
Cartel promocionando las universidades laborales con el eslogan «Cada Universidad Laboral cerrará una cárcel». 1955.

Bajo la dictadura de Francisco Franco se llevó a cabo una importante labor intervencionista del mundo laboral y obrero, con el objetivo de controlar lo que quedara del movimiento obrero. Precisamente, el régimen suprimió las libertades de sindicación, manifestación y huelga, así como limitó la negociación colectiva, y redujo el movimiento obrero al Sindicato Vertical, estableciendo de esta forma un control estatal de la masa trabajadora. El Ministerio de Trabajo fue el centro de este nuevo corporativismo obrero del franquismo, ampliando su capacidad de acción, estableciendo hasta el detalle de las condiciones laborales y dictando todas las medidas relacionadas con la actividad laboral, es decir: categorías, salarios, horarios, condiciones de trabajo, descanso, vacaciones, sanciones, etc.
Para asegurar la fidelidad de los obreros, la primera de las normas en aprobarse fue el Fuero del Trabajo en 1938, una ley fundamental que estableció los principios ideológicos, políticos y económicos que habían de regir el «Nuevo Estado». Otra de estas normas fue la Ley de Unidad Sindical de 1940, que creó el Sindicato Vertical (y que fue desarrollado por la Ley de Bases de la Organización Sindical) donde se agruparon empresarios y trabajadores, una organización controlada por la Delegación Nacional de Sindicatos, que se adscribió a la FET y de las JONS hasta 1971, cuando se creó la figura del Ministro de Relaciones Sindicales y las competencias sobre las relaciones sindicales volvieron propiamente al Estado. Entre 1941 y 1957 José Antonio Girón de Velasco, «adalid del discurso falangista» dentro del régimen franquista, estuvo al frente de la cartera de trabajo. El departamento convivió durante el franquismo con la Organización Sindical Española (OSE), organismo que Girón de Velasco consideraba complementario al Ministerio de Trabajo.

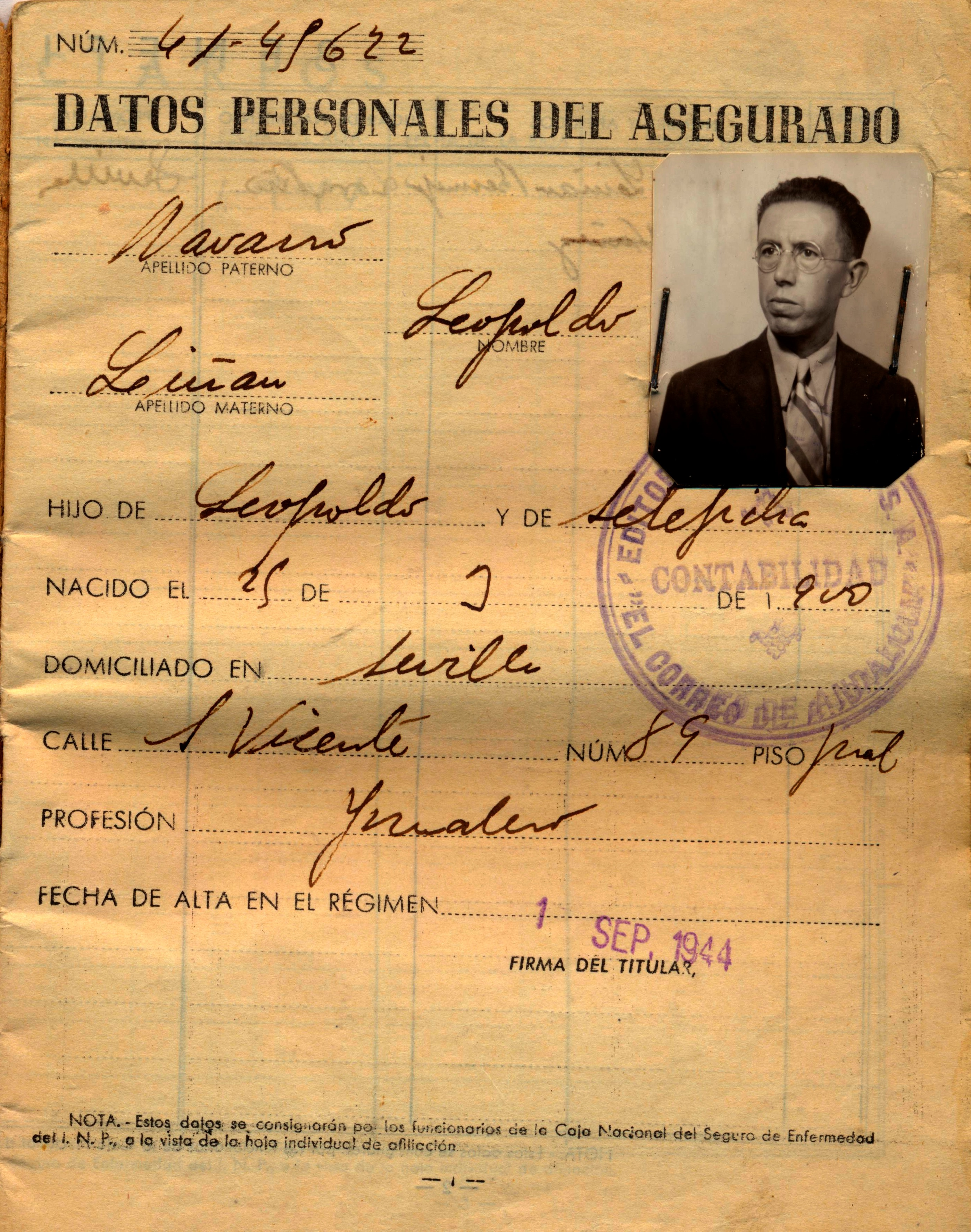
Cartilla del Seguro Obligatorio de Enfermedad. 1944.

Asimismo, al igual que en la dictadura de Primo de Rivera, se dio un nuevo impulso a la formación profesional con planes como el Programa de Promoción Profesional Obrera (PPO). Este plan, que fue casi improvisado y con la ayuda del Ejército (gracias a su amplia distribución geográfica), a juicio de la OCDE obtuvo «una serie de resultados que nadie esperaba y que permiten hoy establecer una doctrina coherente nacida de esta rica experiencia».
El Ministerio de Trabajo continuó ocupándose de otro elemento relevante: la previsión social. Continuando con la labor de los gobiernos españoles desde principios del siglo, el régimen franquista enfatizó en los seguros sociales, destacando el Seguro Obligatorio de Enfermedad (SOE) y el Seguro Obligatorio de Vejez e Invalidez (SOVI). Paralelamente, se aprobó el Fuero de los Españoles y se crearon las mutualidades laborales.
A partir de los años 1960 se buscó dar uniformidad y unidad a la acción protectora del Estado y para ello se aprobó la Ley de Bases de la Seguridad Social de 1963. Esta ley dejó atrás el desorden y autonomía de los diferentes instrumentos del Estado y estableció un Sistema de Seguridad Social encabezado por el Ministerio de Trabajo y gestionado por una nueva figura, las «Entidades Gestoras», a saber: el Instituto Nacional de Previsión y las Mutualidades Laborales.
Las últimas normas laborales de este periodo se hacen con el dictador ya fallecido, siendo estas la Ley de Relaciones Laborales de 1976, que trata de establecer condiciones de trabajo en una situación de libertad, y la Ley de Relaciones de Trabajo de 1977, que recupera dos derechos fundamentales: libre sindicación y huelga. Con este reconocimiento se ponen las bases para la Constitución.

#### Constitución de 1978
Tras la restauración democrática, las competencias en materia de Seguridad Social pasaron en 1977 al recién restablecido Ministerio de Sanidad y Seguridad Social, aunque las recuperó cuatro años más tarde. Durante los años que estuvo en Sanidad, se transformó por completo el entramado institucional de la Seguridad Social; las entidades gestoras del franquismo fueron suprimidas y se crearon otras nuevas, a saber: el Instituto Nacional de la Seguridad Social, el Instituto Nacional de la Salud y el Instituto Nacional de Servicios Sociales. Igualmente, aparece la figura de los «Servicios Comunes», tales como la Tesorería General de la Seguridad Social o la Gerencia de Informática de la Seguridad Social. En 1978 también se creó el Instituto Nacional de Empleo (INEM).

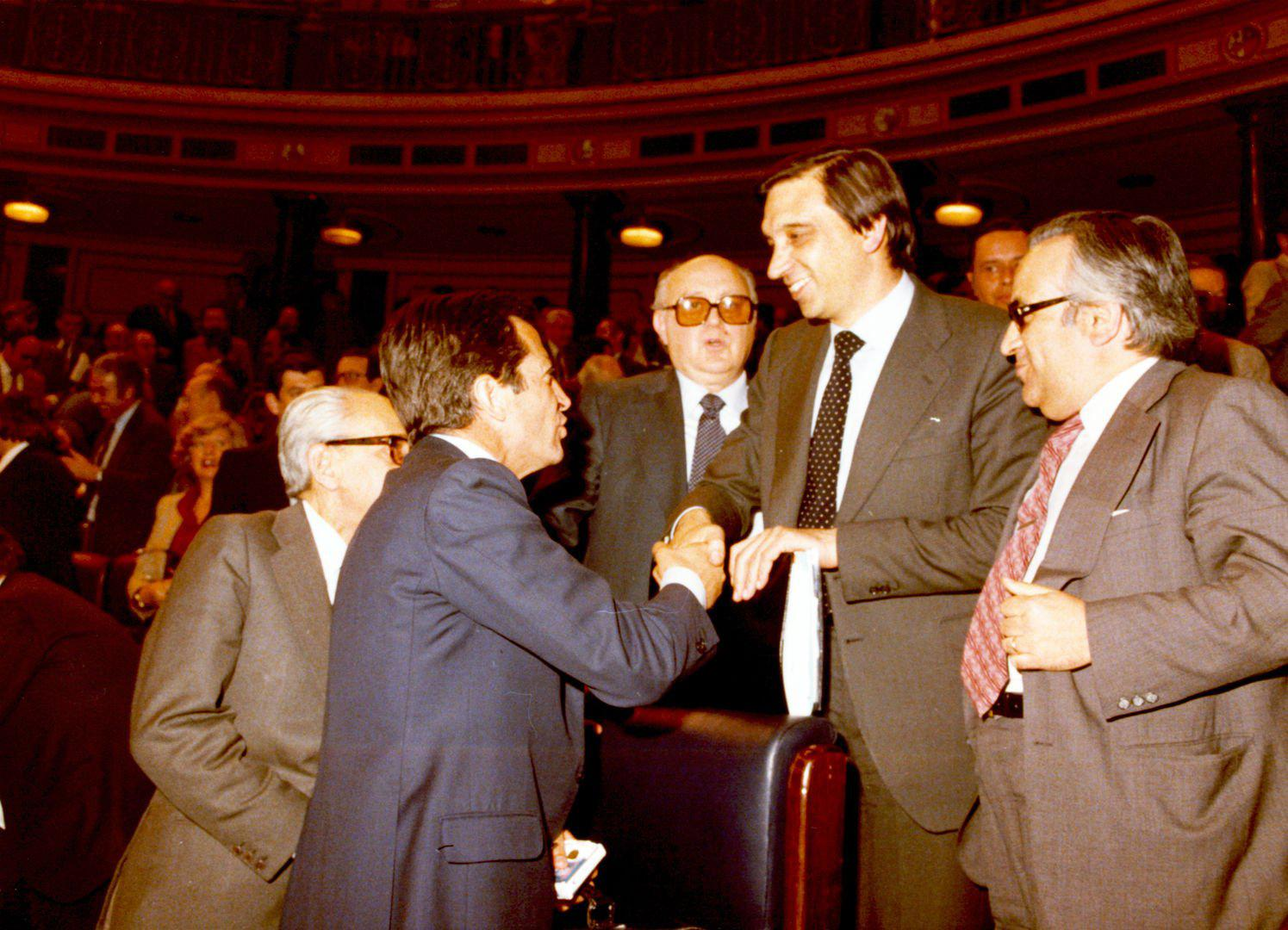
Adolfo Suárez felicita al ministro de Trabajo, Rafael Calvo Ortega, tras la aprobación del Estatuto de los Trabajadores. 26 de febrero de 1980.

La Constitución de 1978 restableció multitud de derechos laborales e introdujo un sistema garantista para su protección. Entre ellos, el artículo 35.1 dice que «todos los españoles tienen el deber de trabajar y el derecho al trabajo, a la libre elección de profesión u oficio, a la promoción a través del trabajo y a una remuneración suficiente para satisfacer sus necesidades y las de su familia, sin que en ningún caso pueda hacerse discriminación por razón de sexo». Para complementar este artículo, el apartado segundo del artículo 35 estableció el mandato constitucional de aprobar un Estatuto de los Trabajadores.
Apenas tres meses tras la toma de posesión del tercer Gobierno de Adolfo Suárez, el Gobierno presentó a las Cortes el mencionado proyecto de ley, que resultó aprobado en febrero de 1980. Desde entonces, esta ley ha sido reformada en profundidad en dos ocasiones, 1995 y 2015, siendo en ambos casos refundiciones legales para recoger los cambios menores que a lo largo de los años se han ido produciendo en la normativa laboral.
Tras una breve fusión con Sanidad en 1981, a los pocos meses se volvieron a separar pues se llegó a la conclusión de que los problemas que afrontaba la sanidad pública española merecían ser tratados por un ministerio íntegramente dedicado a dicho fin; de esta forma, la Seguridad Social volvió a Trabajo. Una década más tarde, la creación del Ministerio de Asuntos Sociales supuso la pérdida de las políticas sociales, incluido el IMSERSO. No obstante, ambos departamentos se fusionaron en 1996, tras la victoria electoral del Partido Popular, adscribiéndosele por primera vez los organismos Instituto de la Mujer (INMUJER) e Instituto de la Juventud (INJUVE) al Ministerio de Trabajo. Al año siguiente, el Instituto Nacional de Fomento de la Economía Social, creado en 1991 para sustituir a la Dirección General de Cooperativas y Sociedades Laborales, fue suprimido y sus funciones traspasadas a la Dirección General de Fomento de la Economía Social.
Siguiendo con la reorganización de competencias y organismos laborales, en los últimos meses del segundo Gobierno de Aznar, en cumplimiento del mandato de la Ley 56/2003, de 16 de diciembre, de Empleo, el INEM pasó a denominarse Servicio Público de Empleo Estatal (SEPE), puesto que en esta época se descentralizan la mayor parte de las políticas de empleo en las comunidades autónomas y se establece el actual Sistema Nacional de Empleo.
En 2004, con José Luis Rodríguez Zapatero como presidente del Gobierno, el Ministerio de Trabajo y Asuntos Sociales asume las competencias en materia de inmigración que hasta el momento residían en el Ministerio del Interior.

##### Crisis económica de 2008: Las reformas laborales

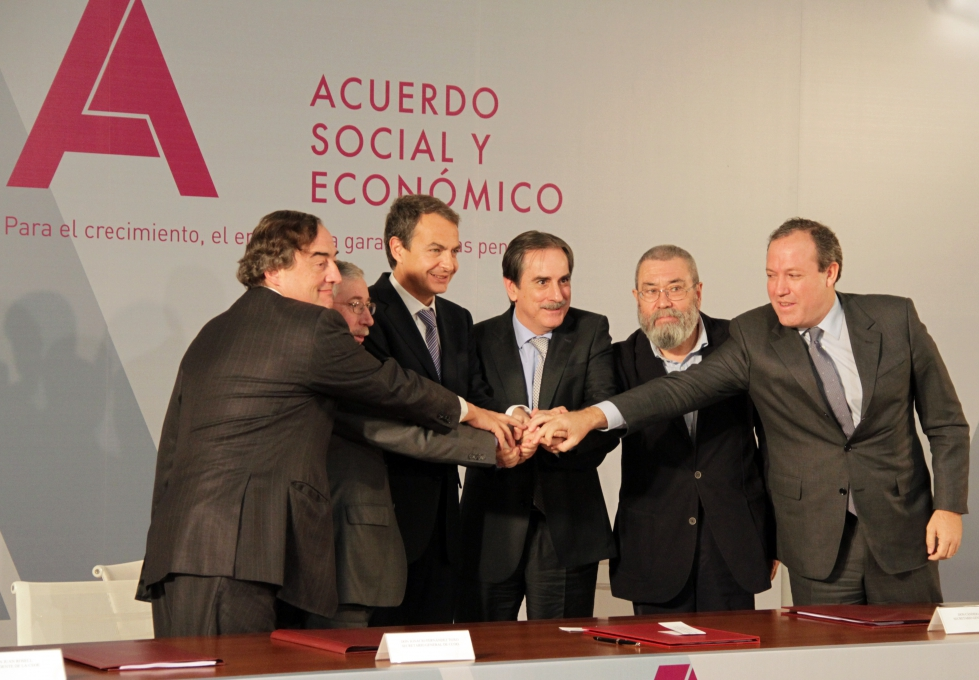
Representantes del Gobierno, sindicatos y patronal tras firmar el Acuerdo Social y Económico. 2011.

Durante el segundo Gobierno de Rodríguez Zapatero, las políticas sociales se distribuyeron entre el Ministerio de Educación y el recién creado Ministerio de Igualdad, si bien en uno y otro caso finalizaron en el de Sanidad transcurridos uno y dos años respectivamente. Durante este periodo, se empezaron a notar los principales efectos de la crisis económica que derivaron en importantes reformas como la reforma laboral de 2010, extendió el «contrato de fomento del empleo» con una indemnización de 33 días (lo que supuso un abaratamiento del despido respecto del contrato normal que tenía 45 días), estableció la posibilidad de despedir con menor indemnización en casos objetivos de problemas económicos, mayor control a los desempleados, se sancionó más duramente el absentismo laboral, se aumentó la indemnización a los contratos laborales —para desincentivar su uso— y se aumentaron las bonificaciones a las empresas por nuevas contrataciones, entre otras medidas.
Tras las elecciones generales de 2011, el nuevo Gobierno de Mariano Rajoy sustituyó, por primera vez, el término «Trabajo» por «Empleo», pasando a denominarse «Ministerio de Empleo y Seguridad Social», si bien conservando las mismas competencias.
Este Gobierno, que desde la oposición había criticado la ineficacia de la reforma laboral para alcanzar el objetivo de fomentar empleo, anunció que llevaría a cabo una nueva reforma. A los pocos meses de llegar a Moncloa, el Gobierno aprobó una nueva reforma que, entre otros aspectos, otorgó a las empresas de trabajo temporal (ETT) la consideración de agencias de colocación para ayudar a los servicios públicos de empleo a colocar a trabajadores desempleados, redujo la indemnización en caso de despido improcedente de 45 a 33 días, flexibilizó los convenios colectivos (las condiciones aprobadas inicialmente son renegociables en cualquier momento) y limitó su ultraactividad (los convenios dejaban de estar en vigor pasados dos años desde su pérdida de vigencia).
Tras la moción de censura contra Mariano Rajoy y la formación del nuevo Gobierno de Pedro Sánchez en junio de 2018, pasa a denominarse «Ministerio de Trabajo, Migraciones y Seguridad Social».

##### Economía Social
En enero de 2020, el presidente del Gobierno, Pedro Sánchez, separó del Ministerio de Trabajo, Migraciones y Seguridad Social las competencias sobre extranjería, inmigración y emigración, y las relativas a la seguridad social, que se integraron en el nuevo Ministerio de Inclusión, Seguridad Social y Migraciones. Al mismo tiempo, se incluyó en la nomenclatura del departamento el concepto de «Economía social», un concepto definido en la Ley de Economía Social de 2011 como «el conjunto de las actividades económicas y empresariales, que en el ámbito privado llevan a cabo aquellas entidades que, de conformidad con los principios recogidos en el artículo 4, persiguen bien el interés colectivo de sus integrantes, bien el interés general económico o social, o ambos».
A consecuencia de la pandemia de COVID-19, en septiembre de 2020 el Gobierno de la Nación reguló por primera vez el trabajo a distancia, medida que fue ratificada posteriormente por el Parlamento con la aprobación de la Ley del Teletrabajo.
En 2022 el gobierno de PSOE y Unidas Podemos aprobó una nueva forma laboral, la tercera en doce años.
Ese mismo año, desde el ministerio se impulsó la formación de la Red Iberoamericana de Inspecciones de Trabajo, tras un intento fallido en 2009. De igual forma, al año siguiente el ministerio promovió la Red Iberoamericana de Servicios Públicos de Empleo.
En 2023, las Cortes Generales aprobaron una nueva Ley de Empleo que, entre otras medidas, transforma el SEPE en una agencia estatal denominada Agencia Española de Empleo que, además de gestionar los fondos para las políticas de empleo, también se le otorgan competencias para diseñar esas mismas políticas. A finales de este año, siguiendo con la política de impulso al área de Economía Social, el presidente del Gobierno creó una Secretaría de Estado de Economía Social que asumió las competencias que tenía la Secretaría de Estado de Empleo en relación con la economía social y la responsabilidad social corporativa.

## Estructura

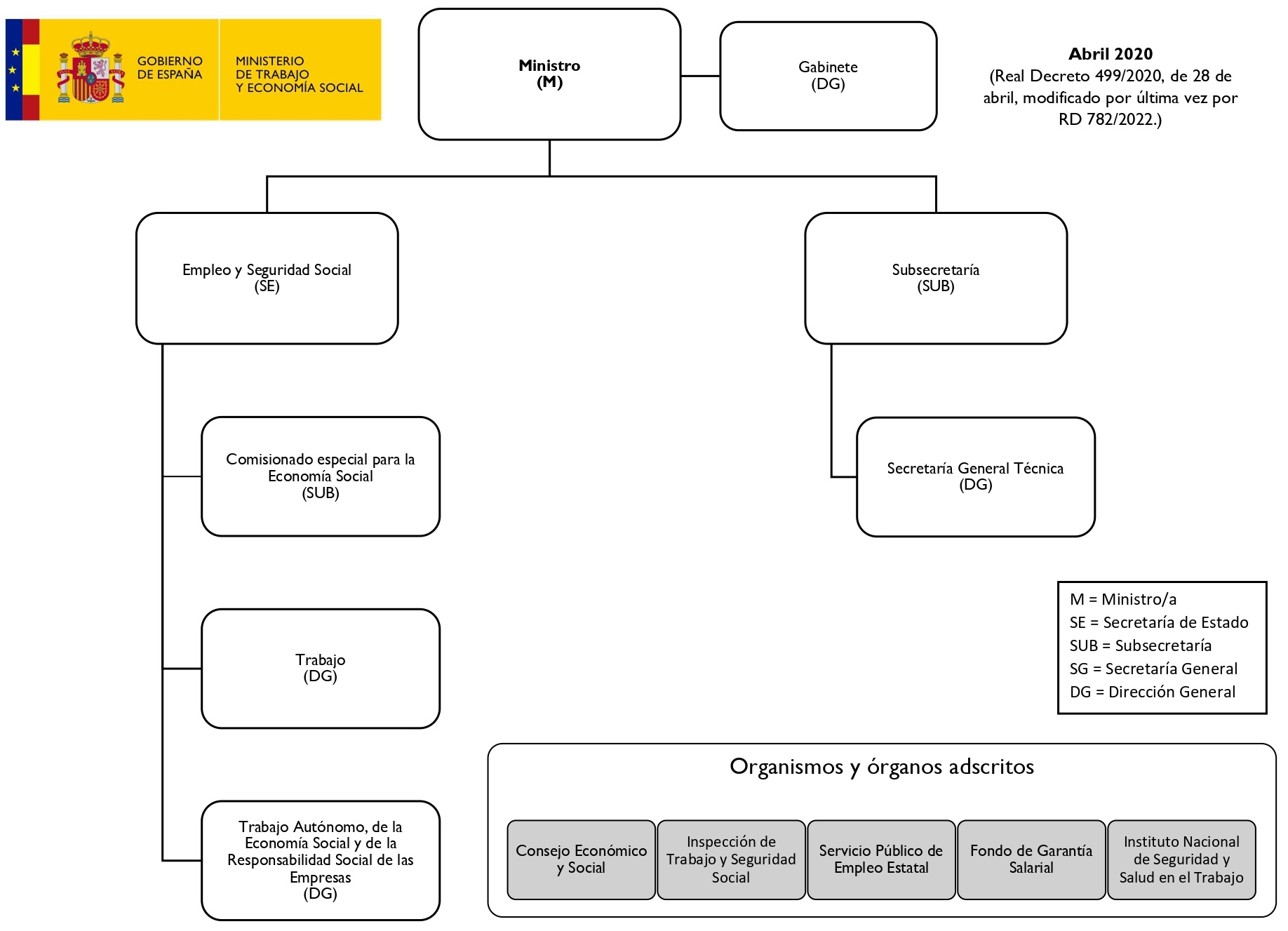
Organigrama del Ministerio (hasta dirección general). Abril de 2020.

El Ministerio se estructuran de la siguiente forma:
- La Secretaría de Estado de Trabajo.
  - La Dirección General de Trabajo.
  - La Dirección General de Trabajo Autónomo.
  - La Dirección General de Nuevas Formas de Empleo.
- La Secretaría de Estado de Economía Social.
  - El Comisionado especial para la Economía Social, con rango de Subsecretaría.
  - La Dirección General de la Economía Social y de la Responsabilidad Social de las Empresas.
- La Subsecretaría de Trabajo y Economía Social.
  - La Secretaría General Técnica.
  - El Gabinete Técnico.
  - La Subdirección General de Administración Financiera y de la Oficina Presupuestaria.
  - La Subdirección General de Recursos Humanos e Inspección de Servicios.
  - La Oficialía Mayor.
  - La Subdirección General de Tecnologías de la Información y Comunicaciones.

Como órgano de asistencia inmediata al titular del Departamento existe un Gabinete, con rango de dirección general.

### Adscripciones
- El Consejo Económico y Social (CES).
- La Inspección de Trabajo y Seguridad Social (ITSS)
- El Servicio Público de Empleo Estatal (SEPE)
- El Fondo de Garantía Salarial (FOGASA).
- El Instituto Nacional de Seguridad y Salud en el Trabajo (INSST).
- La Fundación del Servicio Interconfederal de Mediación y Arbitraje (SIMA).
- La Fundación Estatal para la Formación en el Empleo (FUNDAE).
- La Fundación Estatal para la Prevención de Riesgos Laborales (FUNPRL)

## Sede
En la actualidad, el Ministerio de Trabajo y Economía Social es uno de los ministerios cuya sede central se encuentra en el complejo gubernamental de Nuevos Ministerios. Además de esta, posee oficinas en los alrededores del complejo que albergan algunos órganos directivos y cada uno de sus organismos autónomos (salvo la ITSS) tienen sedes individuales.

### Históricas
Si bien se sabe poco de sus primeros años, es presumible que muchos de sus servicios se mantuvieran en las sedes de sus departamentos originales, aunque algunos testimonios afirman que hacia 1921 el Ministerio estaba instalado en la primera planta del Palacio de Villamejor.

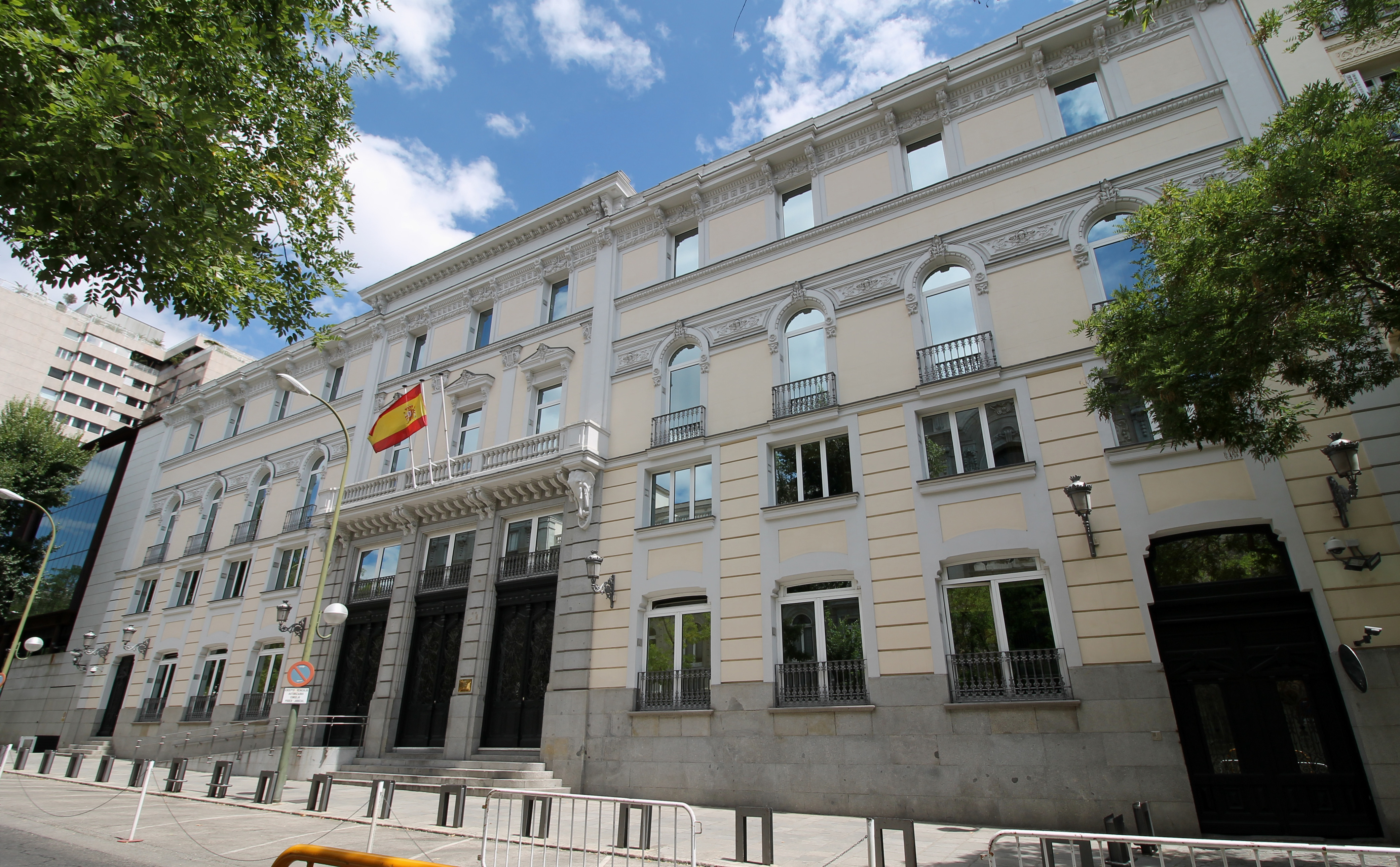
Marqués de la Ensenada 8, primera sede del ministerio. Hoy es sede del Consejo General del Poder Judicial.

La primera sede propia del Ministerio de Trabajo se ubicó en el número 8 de la calle del Marqués de la Ensenada, en Madrid. Este edificio, construido en la segunda década del siglo xx, se levanta sobre el solar que dejó el Teatro Lírico, que fue devastado por un incendio en 1920. El departamento lo habitó desde 1922, cuando alquiló algunos locales del nuevo inmueble para albergar los servicios del ministerio. Hoy en día, este edificio alberga la sede del Consejo General del Poder Judicial (CGPJ).

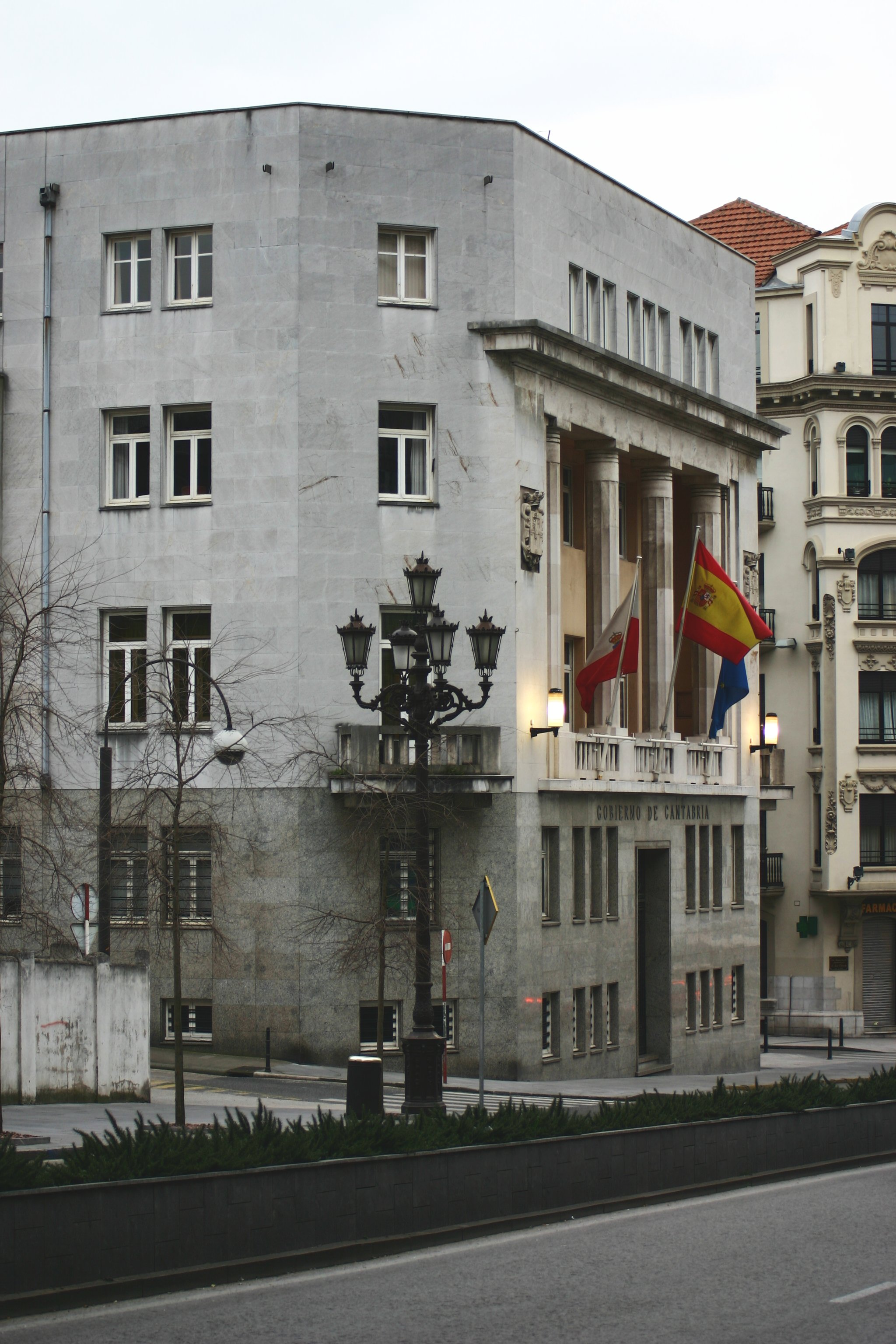
Antigua sede del Gobierno de Cantabria. Durante la guerra civil albergó el Ministerio de Trabajo del bando sublevado. Fue demolido en 2009.

A los pocos años, en 1926, el Consejo de Ministros autorizó al ministro de Trabajo, Comercio e Industria, Eduardo Aunós, a realizar un concurso público para adquirir un inmueble en la capital que sirviera como sede central ministerial. Así, el Estado acabó aceptando la oferta de Luis de Morenés y García-Alesson, i marqués de Bassecourt y consorte de Argüelles, y le compró dos de sus fincas en Madrid. En concreto, una de estas fincas ya estaba construida y el inmueble se reformó y amplió sobre la otra por los arquitectos Manuel Ruiz de la Prada y Muñoz de Baena y José Gómez Mesa para adaptarlo a las necesidades del Ministerio de Trabajo. Este palacio hoy se conoce como Palacio del Marqués de Argüeso y de Bassecourt, y es, junto con el Palacio de los Condes de Casa Valencia, una de las dos sedes principales del Ministerio del Interior.
Durante la Guerra Civil, el Ministerio de Trabajo y Sanidad de la República se trasladó a Valencia, donde se instaló en el número 8 de la Avenida del Marqués de Sotelo, hoy sede de la Dirección Provincial de la Tesorería General de la Seguridad Social. Por lo que respecta al Ministerio de Organización y Acción Sindical del bando sublevado, este fijó su sede en la ciudad de Santander, concretamente en el edificio que también albergó la Diputación Provincial de Santander y, tras esta, el Gobierno de Cantabria. Este inmueble fue demolido en 2009.
A consecuencia de lo mencionado, la instalación de Interior en el Palacio del Marqués de Argüeso y de Bassecourt en 1939 motivó el traslado del Ministerio de Trabajo al Palacio de Parcent, donde estuvo hasta que en los años 1960 se trasladó a su sede actual en Nuevos Ministerios.

## Titulares

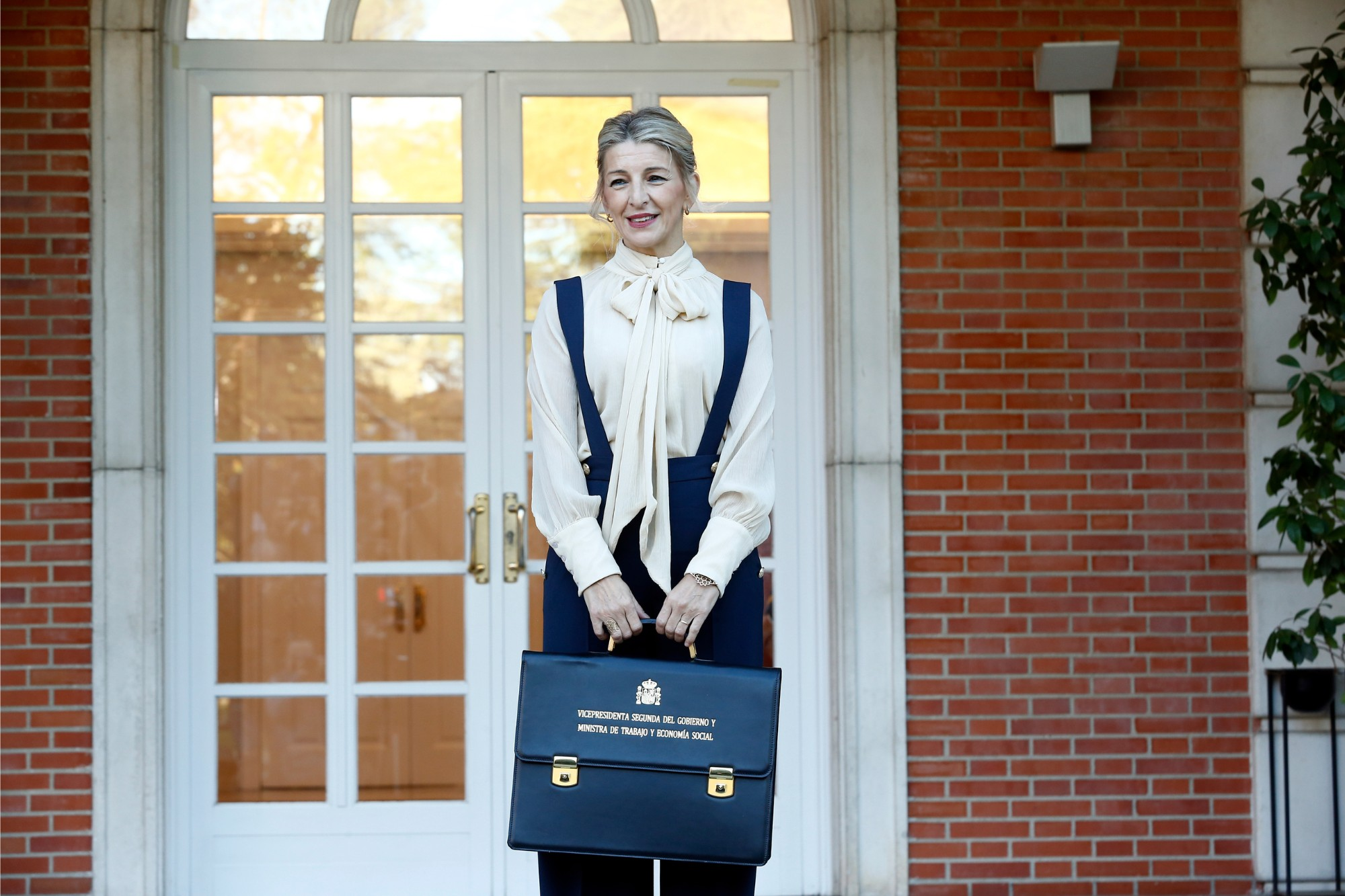
La vicepresidenta Yolanda Díaz, actual ministra de Trabajo.

Desde la creación del departamento en 1920, más de medio centenar de personas han ocupado la titularidad de la cartera de Trabajo. El ministro que más tiempo estuvo en el cargo fue José Antonio Girón de Velasco, con un mandato de casi 16 años entre 1941 y 1957; el que menos fue Bernardo Giner de los Ríos, ocupando el cargo unas horas el 19 de julio de 1936.
Desde 1974, de las ocho personas que hasta 2023 han ocupado la vicepresidencia tercera del Gobierno, cuatro de ellas fueron ministros de Trabajo: Licinio de la Fuente (1974-1975), Fernando Suárez González (1975), Juan Miguel Villar Mir (1975-1976) y Yolanda Díaz Pérez (2021).
La actual ministra de Trabajo es la abogada laboralista y política Yolanda Díaz, desde el 13 de enero de 2020. Compagina el cargo con el de vicepresidenta segunda del Gobierno, desde el 12 de julio de 2021.

## Presupuesto
Para el ejercicio 2024, el Ministerio de Trabajo y Economía Social tiene un presupuesto total de 28 791 millones de euros. De estos, 150 millones son gestionados directamente por los órganos centrales del Departamento y 28 641 millones son gestionados por sus organismos autónomos.
Esta diferencia entre los servicios centrales y los organismos autónomos se debe principalmente al Servicio Público de Empleo Estatal (SEPE), un organismo autónomo creado en 1978 que tiene encomendada la gestión de las políticas de empleo y desempleo. Para el actual ejercicio, este organismo tiene un presupuesto superior a los 28 000 millones.

### Evolución
| Gasto consolidado del Ministerio de Trabajo desde el año 2002 Datos cada dos años, salvo el más reciente (en millones de euros) |
| |
| Fuente: Presupuestos Generales del Estado. Ministerio de Hacienda.                                                              |

### Auditoría
Las cuentas del Ministerio, así como de sus organismos adscritos, son auditadas de forma interna por la Intervención General de la Administración del Estado (IGAE), a través de una Intervención Delegada en el propio Departamento. De forma externa, es el Tribunal de Cuentas el responsable de auditar el gasto.